# アイルランド共和国 (1919年-1922年)

アイルランド共和国
Poblacht na hÉireann

国歌: God Save Ireland
領有を主張した地域

アイルランド共和国（アイルランドきょうわこく、アイルランド語: Poblacht na hÉireannまたはSaorstát Éireann、英語: Irish Republic）は、1919年1月にイギリスからの独立を公言した革命により樹立された国家。
理屈の上ではアイルランド共和国はアイルランド島全体をその領土としたが、1920年までに実効的な支配が及んだのはアイルランドの32の県の内わずか21県であった。そして、イギリスの国家の支配力は北東だけでなくコーク、ダブリンそしてその他の主要な都市のほとんどにわたって存在し続けた。共和国の始まりの日は1916年のイースター蜂起に遡る。その蜂起でアイルランドの共和主義者たちはダブリンの重要な場所を手にし、アイルランド共和国を宣言した。反乱は鎮圧されたが、生存者は共和国設立を訴えるキャンペーンを実施すべくシン・フェイン党を改革して結集した。シン・フェイン党は1918年の総選挙で圧勝して明らかな過半数を勝ち取り、1919年1月21日にダブリンで第一ドイル（立法議会）を作った。この際に共和主義者が政府 (Aireacht)、裁判システム、警察も作った。同時にアイルランド義勇軍がドイルの支配下に入り、アイルランド共和国軍と呼ばれるようになって、英国軍に対するアイルランド独立戦争を闘うこととなった。
アイルランド独立戦争は1921年12月6日に調印され、1922年1月7日に僅差でドイル・エアランによって承認された英愛条約によって終結した。暫定政府が条約にもとづいて設置されたが、アイルランド共和国は1922年12月6日まで名目上は存在していた。この日にアイルランド島の32県のうち26県が自治権を持った英国の自治領としてアイルランド自由国を名乗るようになった。アイルランド島は1920年のアイルランド統治法によって分割され、北アイルランドの6県は条約に定められた権限を行使してアイルランド自由国に入らず、連合王国に留まった。

## 名称
英語では革命政権は “Irish Republic” と呼称された。アイルランド語では “Poblacht na hÉireann” と “Saorstát Éireann” の2種類の名称があった。これは “republic” という英単語をアイルランド語に訳した際に2種類の訳語ができることによる。アイルランド語の "poblacht" は新語で、1916年のイースター蜂起の宣言文執筆者によって作られた。また、“saorstát” はアイルランド語の “saor”（自由）と “stát”（国）からなる複合語である。字義通りに翻訳すると「自由国」になる。“Poblacht na hÉireann” という言葉は1916年の宣言文で使われていたが、アイルランド独立宣言や1919年に採択されたその他の文書では “Saorstát Éireann” が使用されている。
“Saorstát Éireann” は英愛戦争終結後にアイルランド自由国が建国された際、公式なアイルランド語名称として採用された。しかしながらアイルランド自由国は大英帝国内にある立憲君主制の国で、共和国ではなかった。これ以来、“saorstát” は “republic”、つまり共和国を指す語としては使用されなくなった。アイルランドの国家が名前を「アイルランド」に変更した後、1949年にこの国は「アイルランド共和国」であるとされ、アイルランド語では “Poblacht na hÉireann” と翻訳された。
ウィンストン・チャーチルは『大戦後日譚：外交秘録』(The Aftermath) の中で、1921年7月14日にエイモン・デ・ヴァレラとデビッド・ロイド・ジョージが最初に会見した時の様子を叙述している。チャーチル本人もこの場に出席していた。ロイド・ジョージはウェールズ語の母語話者でウェールズ語研究家としても知られており、このため “Saorstát” の文字通りの意味に関心があった。 デ・ヴァレラは「自由国」という意味だと返答した。ロイド・ジョージは「共和国を示すアイルランド語は何ですか?」とたずねた。ヴァレラが答えずに間があいてしまったのでロイド・ジョージは「ケルト人は共和主義者だったことなどないし、そういう考えを示す言葉をもともと持っていないと我々は認めねばならないのでは?」と意見を述べたという。
ロングフォード卿は実際にこの場にいなかったが、著書 Peace by Ordeal で異なる話を伝えている。それによると、「デ・ヴァレラの心にあった唯一の疑念というのは、本人がロイド・ジョージに説明したように、共和国という理念が “Saorstát” という広い言葉か、もっと抽象的な “Poblacht” という言葉のどちらでよりよく伝えられるかという、そのときのゲール純粋主義者の間で行われていた議論から起こったものであった」ということである。

## 成立
1916年、イースター蜂起に参加していたナショナリストの反逆者たちは、アイルランド共和国宣言を発布した。この宣言により反逆者たちは「アイルランド共和国」という一つの独立した国を建国することを主張した。そして、イースター蜂起の指導者たちは、人々が国の議会において選挙することが可能になるまで「アイルランド共和国の臨時政府」として務めることを宣言した。イースター蜂起は短期間で大部分がダブリンであり、その蜂起が起こった時には、アイルランドの一般市民の支持をほとんど得られなかった。
イースター蜂起の指導者たちは共和制を宣言した。アーサー・グリフィスのシン・フェイン組織は、アイルランドとイギリスの二重君主制設立を支持し、蜂起には参加しなかった。1917年、グリフィスとエイモン・デ・ヴァレラのもとの共和制主義者たちは、新しいシン・フェイン党という形で統合した。統合することは、1917年のアイルランドの政党の協議会で決まった。協議会で、シン・フェイン党は短期的には独立した共和国の設立実行に賛成した。アイルランドの人々が好む政治形態を決める機会が与えられるまでということだった。この協定は、もしアイルランドの人々が共和制を選んだとすると英国王室の成員が誰も君主として招聘されないということを条件とした。
1918年の総選挙で、多くの1916年の蜂起に参加した者も含むシン・フェイン党の急進派の候補者たちは、「シン・フェイン党は、共和国の設立を確実にすることを狙いにしている」という内容も含むマニフェストを発表した。そのマニフェストでは、イギリス議会をボイコットし、その代わりに一方的にダブリンに新たなアイルランド議会を設立するつもりだとも主張した。シン・フェイン党の候補者は議席の大半を得て（105議席のうち73議席、そのうち25議席には対立候補がいなかった。1919年の1月21日、27人のシン・フェイン党議員がアイルランドの下院ドイル・エアランを設立するためにダブリンのマンション・ハウスに集まった。35人の他の議員は、対外の敵により収監中と記録された。そして、他の4人は外敵による国外退去中とされた。37人の他の議員は、出席していないこととされた。これらは、主にのちに北アイルランドとなる北部の6県からだった。この下院会議でアイルランド独立宣言が採択された。1916年のイースター宣言のために、アイルランドの下院は遡及的に1916年のイースターからアイルランド共和国を設立した。
独立宣言の発布と同日、ダン・ブリーンとショーン・トレーシーにより率いられたアイルランド義勇軍のティペラリー第三部隊の隊員が実行したティペラリーソロヘッドベッグでの奇襲で、ゼリグナイトの荷車の護衛をしていた王立アイルランド警備隊の2人の隊員が殺害された。この奇襲は、ドイルによる命令ではなかったが、これらの出来事の進行のせいで下院はすぐに義勇兵をアイルランド共和国陸軍として認めるように動かざるをえなかった。そして、このようにソロヘッド事件は宣戦布告なしの義勇軍と大英帝国の間のアイルランド独立戦争の幕開けとなった。

## 政府機構

### ドイル・エアラン
共和国の中心機関はドイル・エアランであった。これは1918年の総選挙で選ばれたアイルランド議会議員が多数をしめる一院制議会であった。ダブリン城の英国政府組織の長であるアイルランド総督によりさらに2回、選挙が要求された。ナショナリストはこれをドイルの選挙として扱った。第二ドイルは1921年の北アイルランドおよび南アイルランド議会選挙で選出された議員からなっていた。第三ドイルは英愛条約で規定されているように、1922年の総選挙で「南アイルランド」の「暫定議会」として選出された。
最初の招集でドイルはドイル憲法として知られる暫定憲法を信条として採択し、民主政綱 (Democratic Programme) をはじめとする一連の基本法も定めた。独立宣言も通過させた。

### 内閣
ドイル憲法は "Aireacht" あるいは "Ministry" と呼ばれる内閣に行政権限を賦与した。この内閣はドイルに義務を負い、ドイルが長を選ぶ。この長は当初、「ドイル・エアラン議長」（プリオム・エール）と呼ばれていた。議長は大臣を任命する。1919年1月に制定された憲法初案によると、4名の大臣がいた。
- 財務大臣 (Aire Airgid)
- 内務大臣 (Aire Gnóthaí Duthchais)
- 外務大臣 (Aire Gnóthaí Coigcríoch)
- 国防大臣 (Aire Cosanta)

1919年4月、内閣は最大9名までということで人数を増加させた。1921年8月に共和国大統領という職名の国家元首を作ることとからめて、最終的な大規模改正が行われた。6名からなる内閣が作られることになった。閣僚は以下の通りである。
- 財務大臣
- 外務大臣
- 内務大臣
- 国防大臣
- 地方政府大臣
- 経済大臣

コンスタンツ・マルキエビッチ（ヨーロッパで初めて任命された女性大臣であった）に代表されるような、以前の内閣構成員の多数が次官クラスに格下げされた。政体は機密と安全が守られる範囲内の頻度で閣議を実施した。

### 国家元首/政府の長
当初は共和主義者と君主制支持者の間で意見が分かれていたこともあり、アイルランド共和国には国家元首がいなかった。共和国の指導者は当初、「プリオム・エール」と呼ばれており、これは「首相」(prime minister)という意味であったが、憲法の英語版では「内閣の長」(President of the Ministry)と呼ばれていた。同職を指すため、のちに英語の職名として「ドイル・エアラン議長」(President of Dáil Éireann)という言い方が用いられるようになり、とくにエイモン・デ・ヴァレラ大統領がアメリカ合衆国を訪問した際はこれが使用された。1921年8月26日、デ・ヴァレラはドイルに自分を新しい職「共和国大統領」(President of the Republic)に指名させた。これは、来る条約交渉でデ・ヴァレラが国家元首とみなされるようするためであった。アイルランド側の考えとしては交渉は2つの主権国家の間で行われるものであって、英国が考えているように英国政府と地方の政治家の間で行われるものではなく、この任命はそのことを主張するためであった。デ・ヴァレラが1922年1月に辞職した後は、後継者としてアーサー・グリフィスやウィリアム・コスグレイヴが「ドイル・エアラン議長」を名乗った。

### 軍事
アイルランド共和国の軍事部門はアイルランド義勇軍であり、独立戦争の過程で独立宣言をした共和国の国軍という立場を反映して「アイルランド共和国軍」に改名した。理論的にはドイルの内閣の指揮下にあったにもかかわらず、実際には軍の各隊はダブリンの本部の支配下で高いレベルの自律を保っていた。1920年8月に、義勇兵はドイルへの忠誠を誓うよう取り決めが行われた。

### 司法と警察
アイルランド共和国の司法部門はアイルランド共和国軍軍人が管理するドイル法廷のネットワークからなっていた。最初は英国の司法制度と併存していたが、アイルランド島の中で英国に反対する公論が力を増すとだんだん英国の制度にとってかわるようになっていった。英国の法は関係双方が合意すれば争議の仲裁を行えることにしていたが、ドイル法廷は当初、仲裁委員会を名乗っていたため、これを違法化することはできなかった。他の点では、ドイル法廷は迅速で効率的な機能ゆえに英国の巡回裁判より高い人気を得ることとなった。暴力犯罪は処理できなかったが、とくに家畜泥棒に厳しかったため、農業従事者の間で好評であった。
法執行とドイル法廷の判決命令はアイルランド共和国警察が権限賦与を受けた。

## 機能
アイルランド共和国には機能している国家とみなせる点があった。内閣（後期の段階では国家元首もいる）、議会、司法システム、警察、憲法を有していた。どの程度機能しているかはアイルランド島の地域によって異なっており、地域におけるアイルランド共和国軍の支配の度合いと、1920年6月から1921年7月まで活動していたブラック・アンド・タンズや警察予備隊の容赦ない取り締まり双方のかねあいによって成功するか否かが決まっていた。ブラック・アンド・タンズがより残虐になるほど、地元民はダブリン城の植民地政府や巡回裁判に対して好意を抱かなくなり、共和国が提供するもうひとつの体制が大きな成功をおさめるようになった。許可無く移出することを禁ずる1920年8月6日のドイル・エアラン宣言などは荒っぽいやり方で施行された。
アイルランド独立戦争の最中、ブラック・アンド・タンズの暴力行為はコークの街を焼いてしまうような熾烈な度合いに達し、ジョージ5世やアメリカ合衆国などからも広く批判を受けた。このため共和国警察とドイル法廷は隆盛を極め、英国の法廷制度で資格を持っている上級の法廷弁護士はドイル法廷の被告の代理人もつとめることになった。しかしながら1921年7月の停戦の後、ブラック・アンド・タンズが活動を停止した後、ドイル法廷と警察はそれほど継続的かつ広範に影響を及ぼすことができていないと見なされていた。これは新しい警察が活動開始できるようになる前、1922年初頭に王立アイルランド警察隊が解隊したことも一因であった。この間、アイルランド共和国軍が唯一の警察権力であったが、条約をめぐって内部分裂していた。
ドイル法廷の主要な機能は民事訴訟の解決であり、犯罪にはめったにかかわらなかった。内閣は必要に迫られて秘密にはしていたが、頻繁に閣議を実施しており、戦争遂行と日常的なことがらの両方を処理していた。ドイルは1921年7月の停戦の前に21日間開会しており、停戦後はさらに頻繁に会議を行った。
共和国への支持は戦争中、常に増減を繰り返していたが、国の南部で最も強かった。アイルランド共和国が権力を有しているという主張は、ユニオニストが多い北アイルランドやダブリン県南部では反発を受けた。

## 承認
国際的な承認を得るためのデ・ヴァレラ大統領のアメリカ合衆国での努力と「共和国大使」のショーン・T・オケリーのパリ講和会議での努力は、失敗に終わった。オケリーは、すでに1919年4月にパリに大使館を設立していた。そして、ドクター・パトリック・マックカートンは同時期にワシントンD.C.に大使館を設立した。著名なアイルランド系アメリカ人からの熱烈なロビー活動にもかかわらず、ウッドロウ・ウィルソン大統領は、英国に対し敵対したくなかったので会議でアイルランドの件をとりあげることを拒否した。ついに6月に承認を求めるアイルランドの要求は議長のジョルジュ・クレマンソーに伝わったが、要求は上手くいかなかった。

## 消滅
1922年1月7日の英愛条約、そして1922年10月においてのアイルランド自由国の制定によりドイルは、君主制のアイルランド自由国が共和国にとってかわるということに同意した。
1922年1月に臨時政府が発足したが、アイルランド共和国は解体されなかった。つまり、各機関は臨時当局の制度と平行に作動し続けていた。理論上、南部アイルランド下院に対する法的な責任があり、アイルランド総督により任命されたマイケル・コリンズが臨時政府の議長に指名された。対照的に共和国の内閣は、デ・ヴァレラの辞任の後の共和国の大統領としてA・グリフィスが引き継いだ。 しかしながら、この二つの行政機関は8月までに前進的に合併したのだった。グリフィスとコリンズの死の後にウィリアム・トマス・コスグレーヴが同時に両方の指揮をとる立場を引き継いだ。そして、これにより特異な憲政上の合成状態が発生した。王によって任命された首相と共和国の大統領だ。ドイルと庶民院の両議会は第三ドイル、あるいは暫定議会などという様々な名称で知られている議会によって変更されることになりこの議会は1922年6月16日に選出された。憲法制定会議にて、アイルランド自由国憲法の可決により新しい憲法を定めた。
1922年12月6日にアイルランド自由国の憲法が施行され、アイルランド共和国と臨時政府の両方の機関は消滅した。

## 英愛条約
1921年の段階においては、当事者双方が非常に融通のきく言葉を用いて交渉を行っていたため、共和国の代表者は二国間協議を実施していると考えることができ、一方で英国政府はグレートブリテン及びアイルランド連合王国の国内問題であるという見解をとることができた。英愛条約は12月6日に調印され、双方の要求を満たすため三段階を経て通過することとなった。これは以下のようなプロセスであった。
- アイルランド共和国の支持者が、自分たちは国家であり議会が最高権力を持っているという信条に違わず条約を受け入れられるよう、ドイル・エアランを通過させる。
- 条約は英国政府とアイルランドの臣民の間で結ばれるものであるという英国の憲政上の理念に違わないよう、連合王国の認可を受ける。
- アイルランドは既に自治政府を持っているという英国憲法上の信念を反映させるため、南アイルランド庶民院を通過させる。事実上、庶民院は(4人を除いて)ドイルと同じメンバーからなっていたが、議会の条約反対派は欠席した。

最終的に、2つの政府機構（ダブリン城の植民地政府と共和国政府）は合併をはじめ、新しいアイルランド自由国が発足するまで1年かかった。

## 後世への影響
アイルランド共和国を建国した人々の目標はアイルランド全島からなる独立共和国を作ることであった。この目標は未だ達成されてはいないが、アイルランド共和国は英連邦王国自治領で自治政府を有するアイルランド自由国建国への道を開いた。1937年の新憲法下で、自由国は「アイルランド」を自称する完全に独立した共和国となった。